# مراقبت‌های پوستی تخصصی در کودکان تحت شیمی‌درمانی و اهمیت استفاده از محصولات استاندارد
مراقبت‌های پوستی تخصصی در کودکان تحت شیمی‌درمانی و اهمیت استفاده از محصولات استاندارد  (انگلیسی: Specialized Skin Care in Children Undergoing Chemotherapy and the Importance of Using Standardized Products)
شیمی‌درمانی یکی از روش‌های اصلی درمان سرطان در کودکان است که علاوه بر تأثیر بر سلول‌های سرطانی، می‌تواند باعث آسیب‌های متعدد به پوست شود. کودکان تحت شیمی‌درمانی به دلیل ضعف سیستم ایمنی و حساسیت بالای پوست، نیازمند مراقبت‌های پوستی بسیار تخصصی و دقیق هستند.

## آسیب‌های پوستی ناشی از شیمی‌درمانی
از عوارض رایج شیمی‌درمانی در کودکان می‌توان به موارد زیر اشاره کرد:
- خشکی و التهاب شدید پوست
- حساسیت و بروز اگزما
- زخم‌ها و تاول‌های پوستی
- افزایش ریسک عفونت‌های پوستی به علت ضعف ایمنی

این آسیب‌ها کیفیت زندگی کودکان را تحت تأثیر قرار داده و می‌تواند روند درمان را پیچیده‌تر کند.

## اهمیت مراقبت تخصصی پوست
مراقبت‌های پوستی تخصصی برای کاهش عوارض و حفظ سلامت پوست کودکان تحت شیمی‌درمانی ضروری است. این مراقبت‌ها شامل:
- استفاده از محصولات با فرمولاسیون ملایم، فاقد ترکیبات محرک و آلرژن
- پرهیز از مواد شیمیایی قوی مانند سولفات‌ها، پارابن‌ها، فتالات‌ها و عطرهای مصنوعی
- حفظ رطوبت و ترمیم سد محافظتی پوست با استفاده از مرطوب‌کننده‌ها و کرم‌های التیام‌بخش
- مراقبت ویژه از زخم‌ها و جلوگیری از عفونت‌های ثانویه

## ضرورت استفاده از محصولات تخصصی و استاندارد
محصولات تخصصی پوست کودکان تحت شیمی‌درمانی باید مطابق با استانداردهای بین‌المللی تولید شوند. این استانداردها شامل:
- رعایت مقررات ISO 22716 و دستورالعمل‌های FDA و اتحادیه اروپا برای ایمنی محصولات آرایشی و بهداشتی
- حذف کامل مواد مضر مانند سولفات‌ها، پارابن‌ها، فتالات‌ها و مواد حساسیت‌زا
- انجام تست‌های درماتولوژیک دقیق برای اطمینان از عدم ایجاد حساسیت
- بهره‌گیری از ترکیبات گیاهی ملایم و ترمیم‌کننده مانند آلوئه‌ورا و کالاندولا

استفاده از این محصولات تخصصی باعث کاهش درد و التهاب پوست، افزایش تحمل پوست در برابر عوارض درمان و بهبود کیفیت زندگی کودکان می‌شود.

## نقش والدین و کادر درمان
آموزش والدین و تیم درمان در خصوص مراقبت‌های پوستی و انتخاب محصولات مناسب نقش حیاتی دارد. انتخاب آگاهانه و استفاده مستمر از محصولات تخصصی استاندارد، می‌تواند از آسیب‌های بیشتر جلوگیری کند و روند درمان را تسهیل نماید.

## نتیجه‌گیری
پوست کودکان تحت شیمی‌درمانی به مراقبت تخصصی و محصولات ایمن و استاندارد نیاز دارد. رعایت استانداردهای جهانی و انتخاب محصولات تخصصی، به بهبود سلامت پوستی و کیفیت زندگی این کودکان کمک شایانی می‌کند.